# Samorogouan
 Samorogouan là một tổng của tỉnh Kénédougou ở tây nam Burkina Faso. Thủ phủ của tổng này là thị xã Samorogouan. Dân số năm 2006 là 35.953 người .

## Các thị xã và các làng
Banakoro, Djegouan, Fankara, Karna, Kongolikoro, Korkorla, Nablodiassa, N’dana, N’gana, Sana, Sikorla-Dierikandougou, Sokoro, Sougalobougou, Sourou, Tenasso và Zoumahiri.